# Kimura Ihē

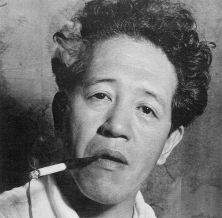
Kimura Ihē, 1941

Kimura Ihē (japanisch 木村 伊兵衛; geboren am 12. Dezember 1901 in Shitaya, Stadt Tokio (heute: Taitō, Tokio); gestorben am 31. Mai 1974 in Tokio), häufig auch als Kimura Ihei transkribiert, war ein japanischer Fotograf.

## Leben und Werk
1920 wurde Kimura nach Taiwan gesandt, wo er in einer Zuckerfabrik arbeitete. Während dieser Zeit besuchte er Foto-Studios und lernte kommerzielle Fotografie. Nach einem Aufenthalt von zwei Jahren konnte er nach Tokio zurückkehren.
1924 eröffnete Kimura sein eigenes Studio in Tokio, 1930  wurde er Teilzeit-Mitarbeiter in der Werbeabteilung der Firma Kaō. Zu der Zeit kaufte er sich eine Leica I und wurde bekannt für seine Begeisterung für die Leica. 1933 eröffnete er zusammen mit Natori Yōnosuke, Hara Hiromu, Ina Nobuo (伊奈 信男; 1898–1978) und anderen Fotografen das Nihon Kōbō (日本工房). Die Fotografen bestritten ihren Lebensunterhalt mit Nachrichten-Fotografien. In dieser Zeit gewann Kimura Anerkennung für seine Ausstellung mit Fotografien berühmter Künstler.
1934 wurde Kimura Mitglied in der „International News Photographers Association“ und sandte Nachrichten-Fotos an ausländische Zeitungen. 1939 erschien sein Foto von General  Hayashi Senjūrō als Titelblatt des Life-Magazins. 1941 wurde er Leiter der Fotoabteilung des Magazins „Front“ und wurde in die Mandschurei und nach Nordchina geschickt.

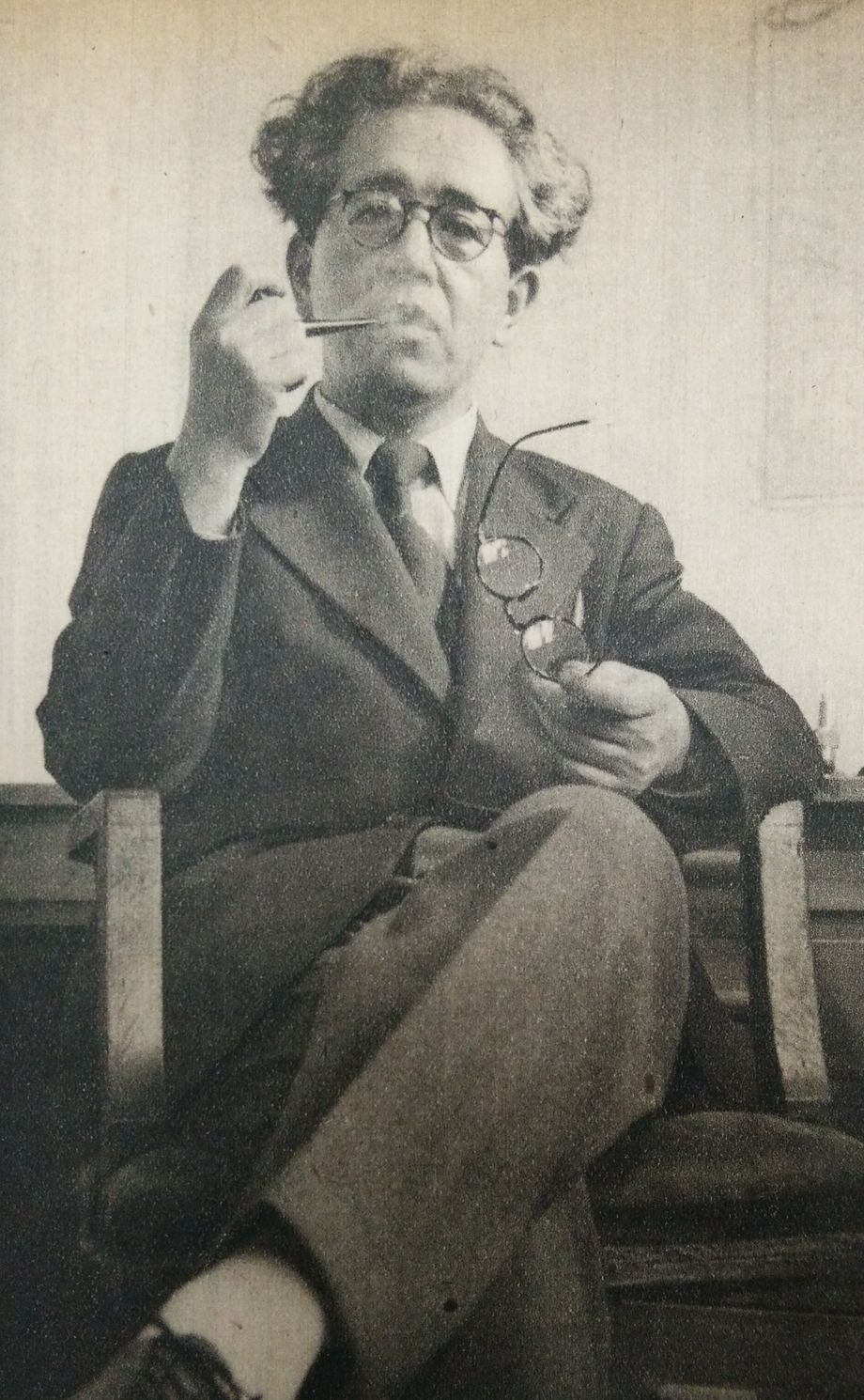
Kimura Ihē, 1948

Ab 1947 arbeitete Kimura für „Sun News Photos“ und konnte 1949 ein Titelfoto auf dem wiederbelebten Magazin „Asahi Camera“ unterbringen. 1950 wurde er zum ersten Präsidenten der „Japan Professional Photographers Society“ (日本写真家協会, Nihon shashinka kyōkai) gewählt und wurde gebeten, Berater des Leica Clubs zu werden.
Von 1952 an begann sich Kimura verstärkt Kontakte zu Amateur-Fotografen aufzunehmen und sammelte Material aus den Provinzen. Das war die Zeit, wo er selbst seine bekannten Fotos vom Landleben in der Präfektur Akita machte. 1956 gewann Kimura den „Preis des Kultusministers“ (文部大臣賞, Mobudajin-shō) und wurde Direktor der „Vereinigung für den kulturellen Austausch zwischen Japan und China“.
Eine Übersicht über Kimuras Werk erschien 1963 in der Ausstellung „Große Fotografen dieses Jahrhunderts“ (今世紀大写真家展, Konseiki daishishinka-ten), organisiert durch Photo Kina.
1963 führte Kimura die erste Gruppe japanischer Fotografen nach China und dann noch einmal 1965. In dem Jahr erhielt er auch den Preis der „Japan Photography Critics Association“ (日本写真批評価協会, Nihon shashin hihyōka kyōkai). 1968 organisierte Kimura eine Ausstellung mit seinen Werken im „Nikon Salon“ unter dem Titel „Die Augen von Kimura Ihē“ (木村伊兵衛の眼, Kimura Ihē no me). Im selben Jahr wurde er Vorsitzender des „Nikkor Clubs“ der Firma Nikon.
1973 besuchte Kimura ein weiteres Mal China, diesmal zusammen mit jungen japanischen Fotografen. Ein Jahr nach Kimuras Tod 1974 stiftete die Zeitung Asahi den „Kimura-Ihei-Fotopreis“ (Kimura Ihei Shashin-shō), der seitdem jährlich verliehen wird.